# Pica-pau-incandescente-vermelho
Pica-pau-incandescente-vermelho (Dinopium psarodes) é uma espécie de ave da família Picidae. É endêmica do Sri Lanka, ausente apenas no extremo norte. Por vezes, é considerada uma subespécie do pica-pau-incandescente-indiano.

## Filogenia

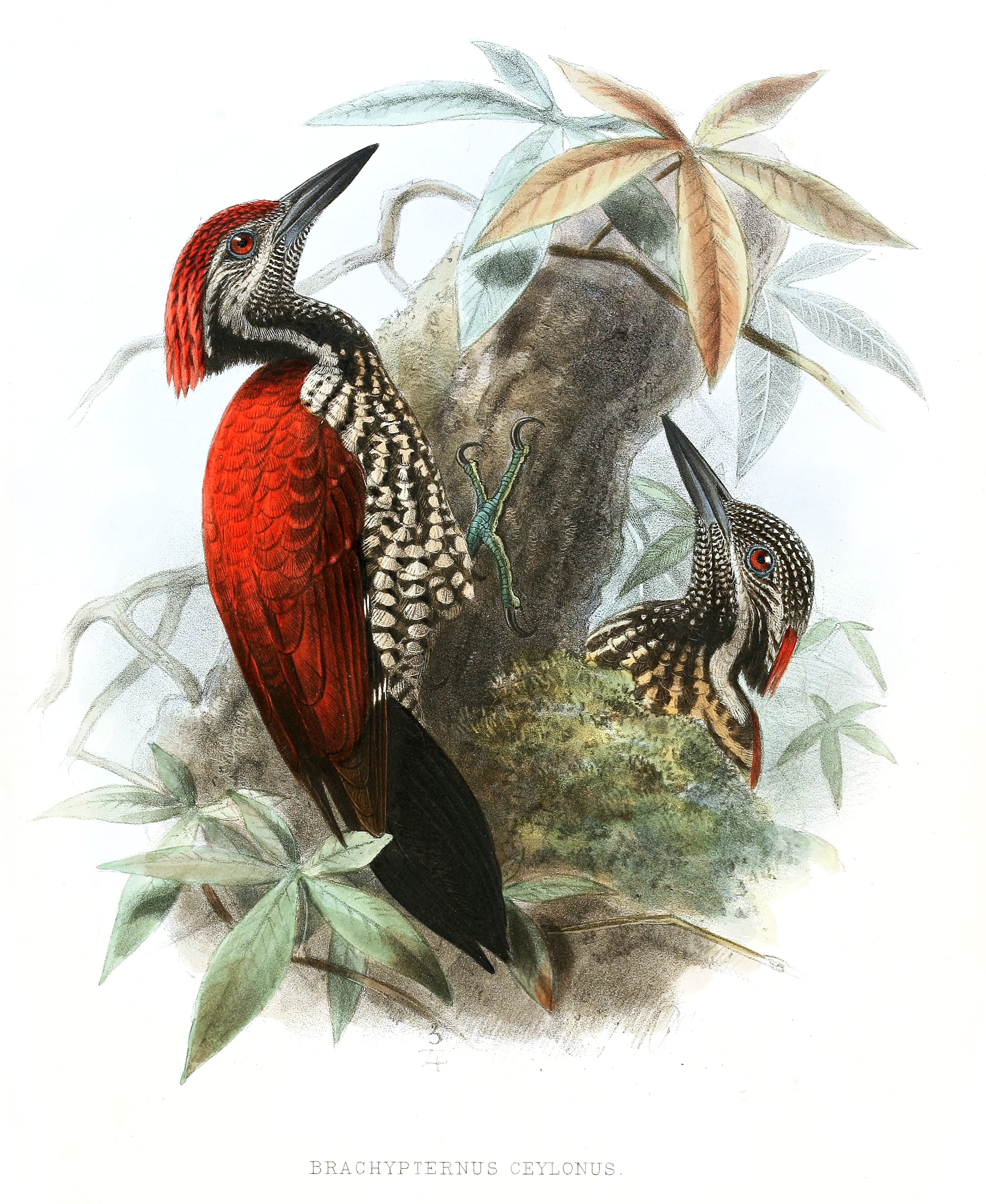
Pintura de John Gerrard Keulemans, identificada como Brachypternus ceylonus, datada de 1878.

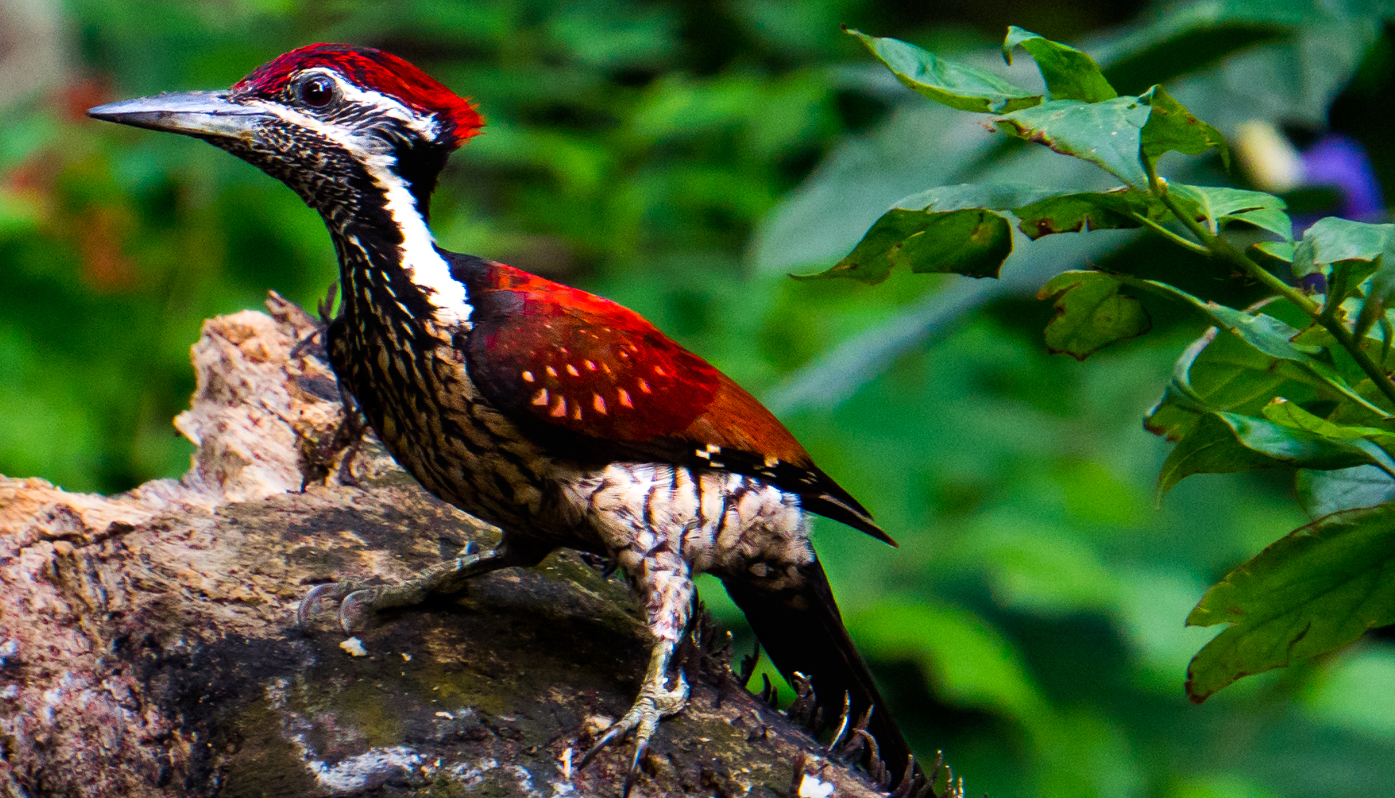
Macho de forma híbrida vermelho-alaranjada, presumivelmente filhote. A cor laranja é visível, indicando hibridização.

Considerada uma espécie endêmica desde a época de William Vincent Legge, foi inicialmente classificada no gênero Brachypternus como B. ceylonus. Mais tarde, foi agrupada como subespécie do pica-pau-incandescente-indiano (Dinopium benghalense), sob o nome D. benghalense psarodes. Um estudo conduzido por Sampath S. Seneviratne, Darren E. Irwin e Saminda P. Fernando elevou-a ao status de espécie plena.
Esse estudo revelou que o pica-pau-incandescente-vermelho hibridiza com o pica-pau-incandescente-indiano. A hibridização é mais comum ao norte de uma linha que vai do distrito de Trincomalee [en] até a base da lagoa de Puttalam [en] e ao sul de uma linha entre o distrito de Mullaitivu [en] e o distrito de Mannar [en]. Fora dessa zona, a hibridização é menos frequente, com o pica-pau-incandescente-indiano predominando ao norte e o pica-pau-incandescente-vermelho ao sul. Trata-se de um caso de inferioridade híbrida, em que as espécies puras têm maior sucesso que os híbridos.
É uma das três espécies de pica-paus de cor vermelha encontradas apenas no Sri Lanka e nas Filipinas. É também a única espécie vermelha do gênero Dinopium. As outras espécies vermelhas são o pica-pau-sultão-do-ceilão [en] (Chrysocolaptes stricklandi) do Sri Lanka e o pica-pau-sultão-de-lução [en] (C. haematribon) das Filipinas (exceto o pica-pau-sultão-de-faces-amarelas [en] (C. xanthocephalus), que é majoritariamente amarelo). Esse traço análogo (um traço compartilhado por convergência evolutiva, indicando que evoluíram de forma semelhante independentemente devido a pressões evolutivas similares) sugere que alguma pressão evolutiva no Sri Lanka e nas Filipinas levou seus pica-paus endêmicos a desenvolverem a cor vermelha. Não são reconhecidas subespécies.

## Descrição

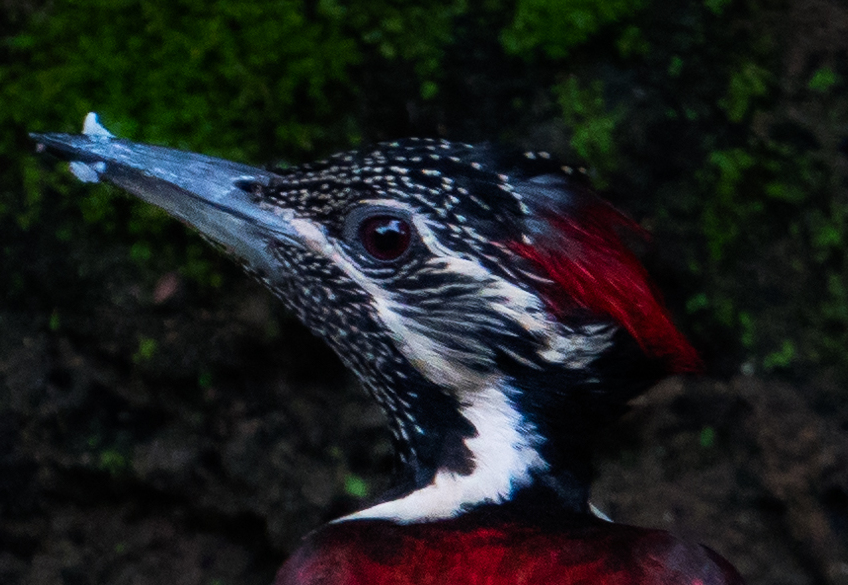
Cabeça de uma fêmea, mostrando claramente as manchas na testa e píleo frontal, listras entre o olho e a nuca, e manchas na garganta.

Mede cerca de 28 cm de comprimento. Predominantemente carmesim, com bordas traseiras das asas pretas. As partes inferiores são brancas com marcas pretas difusas. O peito e o pescoço são pretos, com manchas brancas na garganta e listras brancas no peito. Uma faixa ocular preta se estende até a nuca e se difunde na parte superior do dorso, com listras brancas entre o olho e o pescoço. Possui um píleo vermelho, mas nas fêmeas a testa e o píleo frontal são pretos com manchas brancas. O olho fica camuflado na faixa ocular preta. O bico, de tamanho moderado, é cinza e forma uma ponta rombuda. Os filhotes são mais opacos, com marcas menos definidas; os machos têm manchas brancas no píleo, enquanto as fêmeas têm poucas ou nenhuma mancha. Híbridos podem ser majoritariamente vermelhos com tons de laranja ou amarelo (mais próximos do pica-pau-incandescente-vermelho) ou majoritariamente amarelos com vermelho ou laranja (mais próximos do pica-pau-incandescente-indiano).

## Habitat
Seus habitats naturais incluem florestas subtropicais ou tropicais secas, florestas úmidas de terras baixas e florestas de mangue, além de ambientes artificiais como jardins residenciais. Pode ser avistado a até 1500 m de altitude. É mais comum na zona seca, mas prefere ambientes úmidos.

## Comportamento e ecologia

### Vocalização e sons
Sua vocalização é um relincho agudo, menos musical e mais estridente que o do D. benghalense. Pode ser um ritmo contínuo como "woik-woik-wik-wi-ti-ti-t-t t-t-trrrrrr!" ou um repetitivo "woik-tri-tri-tri-tri-tri-tri-tri-!", que dura cerca de três segundos. Seu tamborilar é monótono, durando de 0,8 a 1,5 segundos.

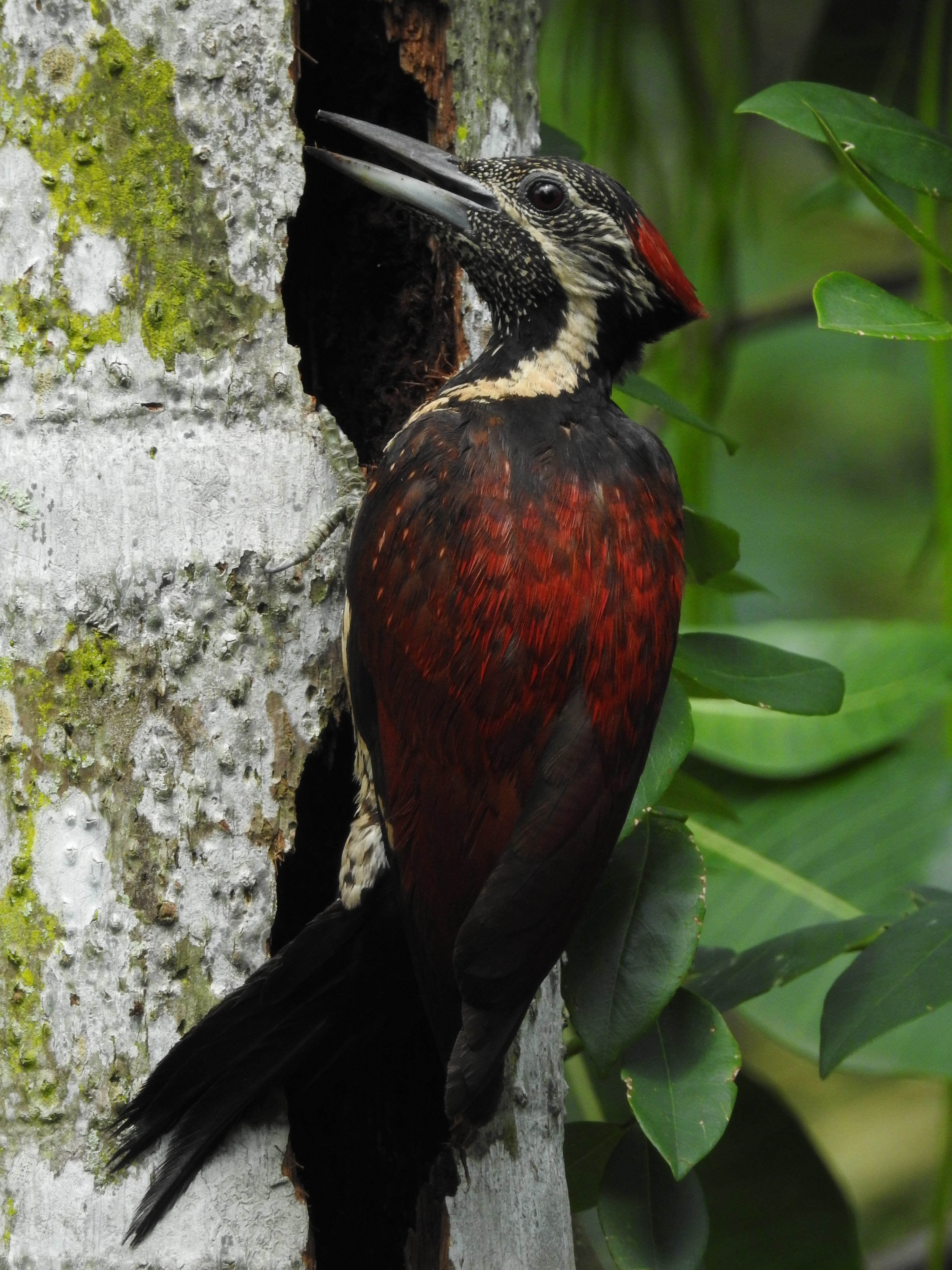

### Forrageamento

#### Dieta
Sua principal fonte de alimento são formigas, com preferência pelo gênero Camponotus, além de formigas do gênero Meranoplus e pupas e larvas de formigas Oecophylla smaragdina. Outros invertebrados consumidos incluem aranhas, lagartas, gorgulhos e besouros. Ocasionalmente, alimenta-se de frutas, como fonte de fibra alimentar e outros nutrientes.

#### Comportamento de forrageamento
Utiliza a cauda como apoio para escalar árvores e voa em um padrão ondulante de bater asas e planar. Invade ninhos foliares de formigas Oecophylla smaragdina nas árvores, mas desce ao solo para acessar ninhos de formigas terrestres. Forrageia sozinho, em pares ou em grupos familiares, frequentemente unindo-se a bandos de forrageamento multiespécies, como outros pica-paus do gênero Dinopium.

### Reprodução

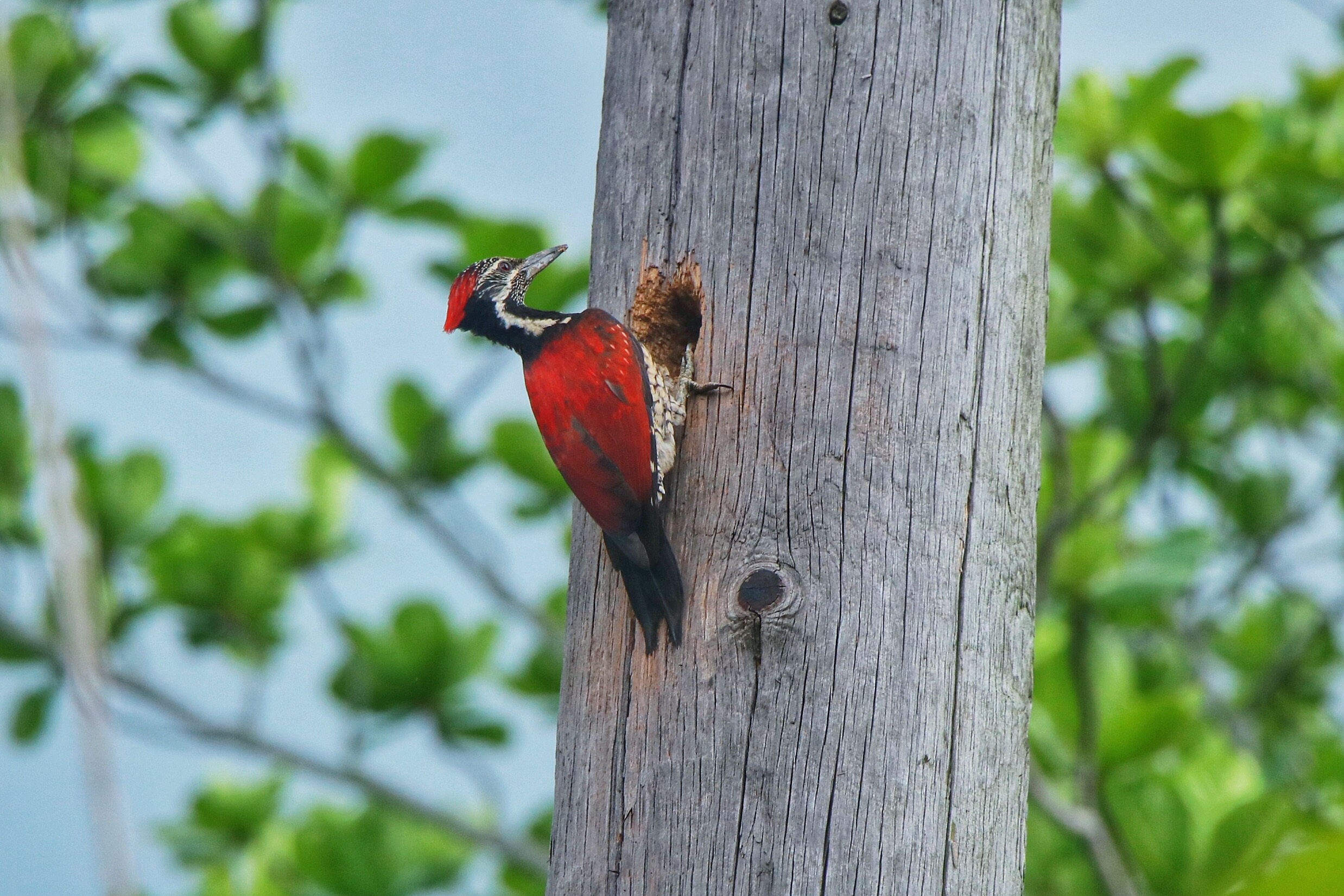
Fêmea escavando uma cavidade para ninho ou forrageando.

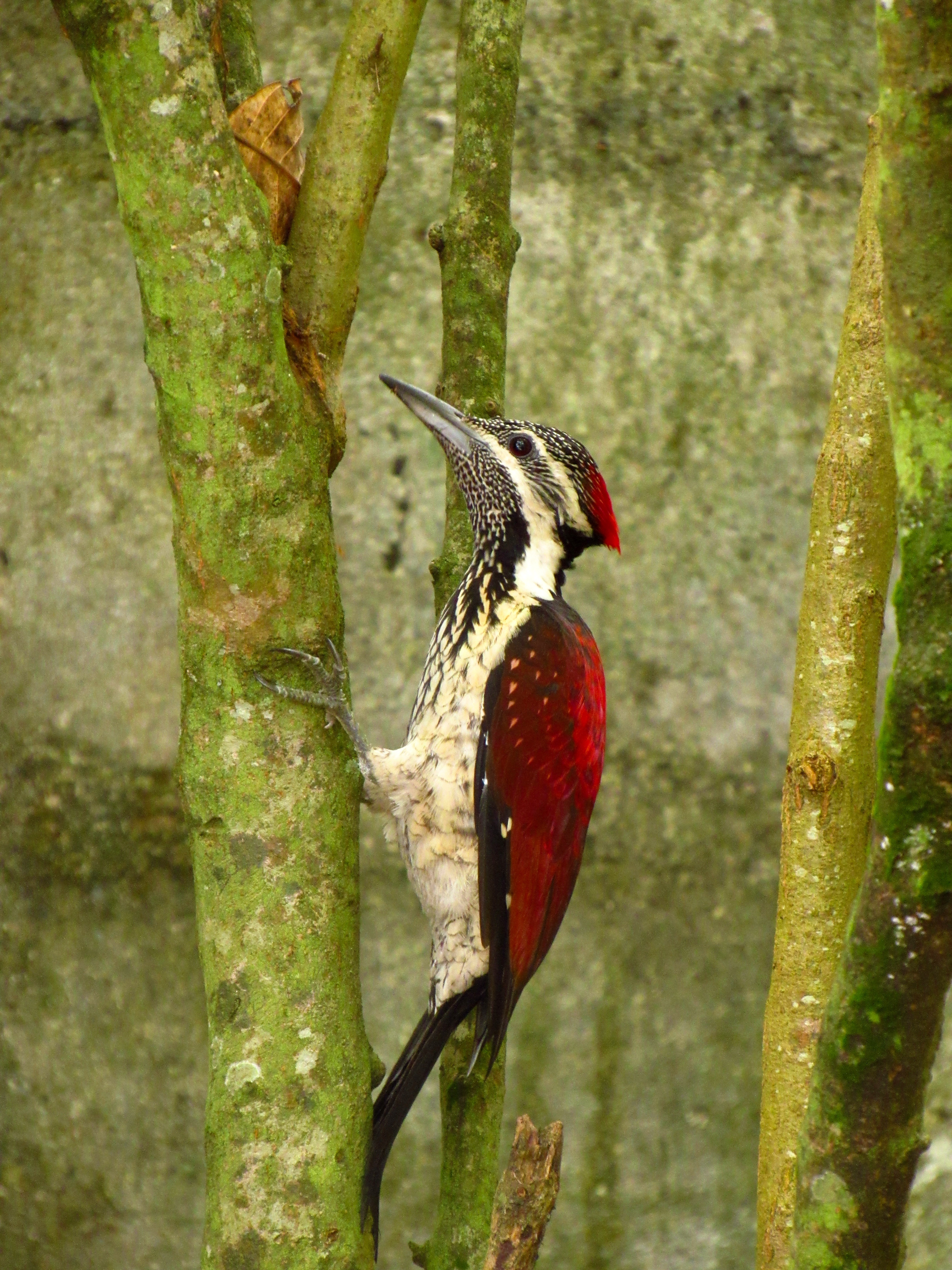
Escalando uma árvore.

Escava buracos para ninhos em alturas variadas. Essas cavidades, construídas apenas por pica-paus, membros da família Megalaimidae e outros Piciformes, servem como locais de nidificação para outras aves que utilizam cavidades, como papagaios, que não conseguem escavar suas próprias. Às vezes, reproduz-se duas vezes por temporada, mas geralmente põe apenas uma ninhada. O período de reprodução vai de dezembro a setembro, com picos entre agosto e setembro e de fevereiro a junho. Cada ninhada contém dois a três ovos.

## Conservação
Está classificado como espécie pouco preocupante na Lista Vermelha da IUCN, devido a uma população estável, embora de tamanho desconhecido, e por ser comum a localmente comum em sua área de distribuição relativamente pequena. Não foram identificados declínios ou ameaças. É muito comum, sendo um dos endêmicos "frequentes" no Sri Lanka, junto com a galinha-selvagem do Sri Lanka, o lorito-cingalês [en] e o barbichas-cingalês [en]. É a espécie de pica-pau mais comum no Sri Lanka.